# Stanley-Cup-Playoffs 2007
Die Playoffs um den Stanley Cup des Jahres 2007 begannen am 11. April 2007 und endeten am 6. Juni 2007 mit dem 4:1-Sieg der Anaheim Ducks über die Ottawa Senators. Bei ihrer zweiten Finalteilnahme seit der Niederlage im Playoff-Finale 2003 gewannen die Anaheim Ducks den ersten Stanley Cup ihrer Franchise-Geschichte und stellten in Scott Niedermayer auch den mit der Conn Smythe Trophy ausgezeichneten Most Valuable Player der Playoffs. Die unterlegenen Ottawa Senators, die ihr erstes Stanley-Cup-Finale bestritten, führten mit drei ihrer Akteure – Daniel Alfredsson, Jason Spezza und Dany Heatley – die Scorerliste an.
Die Stanley-Cup-Playoffs 2007 markierten das erste Mal in der NHL-Geschichte, dass die beiden Finalisten der vorherigen Saison, die Carolina Hurricanes und die Edmonton Oilers, sich jeweils nicht für die post-season qualifizieren konnten. Ferner nahmen in diesem Jahr die Atlanta Thrashers das einzige Mal in ihrer zwölfjährigen Historie an den Playoffs teil.

## Modus
Nachdem sich aus jeder Conference die drei Divisionssieger sowie die fünf weiteren punktbesten Teams der Conference qualifiziert haben, starten die im K.-o.-System ausgetragenen Playoffs. Dabei trifft der punktbeste Divisionssieger auf das achte und somit punktschlechteste qualifizierte Team, die Nummer 2 dieser Rangliste auf die Nummer 7 usw. Durch diesen Modus ist es möglich, dass eines oder mehrere qualifizierte Teams mehr Punkte als einer der Divisionssieger erzielt haben. Das gleiche Prinzip wird zur Bestimmung der Begegnungen der zweiten Playoff-Runde genutzt.
Jede Conference spielt in der Folge im Conference-Viertelfinale, Conference-Halbfinale und im Conference-Finale ihren Sieger aus, der dann im Finale um den Stanley Cup antritt. Alle Serien jeder Runde werden im Best-of-Seven-Modus ausgespielt, das heißt, dass ein Team vier Siege zum Erreichen der nächsten Runde benötigt. Das höher gesetzte Team hat dabei in den ersten beiden Spielen Heimrecht, die nächsten beiden das gegnerische Team. Sollte bis dahin kein Sieger aus der Runde hervorgegangen sein, wechselt das Heimrecht von Spiel zu Spiel. So hat die höher gesetzte Mannschaft in den Spielen 1, 2, 5 und 7, also vier der maximal sieben Spiele, einen Heimvorteil. Der Sieger der Eastern Conference wird mit der Prince of Wales Trophy ausgezeichnet und der Sieger der Western Conference mit der Clarence S. Campbell Bowl.
Bei Spielen, die nach der regulären Spielzeit von 60 Minuten unentschieden bleiben, folgt die Overtime, die im Gegensatz zur regulären Saison mit fünf Feldspielern gespielt wird. Zudem endet sie durch das erste Tor (Sudden Death) und nicht, wie in der regulären Saison üblich, mit einem Shootout.

## Qualifizierte Teams
| Atlantic Division - (2) New Jersey Devils - (5) Pittsburgh Penguins - (6) New York Rangers - (8) New York Islanders Northeast Division - (1) Buffalo Sabres - (4) Ottawa Senators Southeast Division - (3) Atlanta Thrashers - (7) Tampa Bay Lightning | Central Division - (1) Detroit Red Wings - (4) Nashville Predators Northwest Division - (3) Vancouver Canucks - (7) Minnesota Wild - (8) Calgary Flames Pacific Division - (2) Anaheim Ducks - (5) San Jose Sharks - (6) Dallas Stars |

## Playoff-Baum
|  | Conference-Viertelfinale                              | Conference-Viertelfinale | Conference-Viertelfinale |                    | Conference-Halbfinale | Conference-Halbfinale | Conference-Halbfinale |                 |                   | Conference-Finale | Conference-Finale | Conference-Finale |  |  | Stanley-Cup-Finale | Stanley-Cup-Finale | Stanley-Cup-Finale |
|  |                                                       |                          |                          |                    |                       |                       |                       |                 |                   |                   |                   |                   |  |  |                    |                    |                    |
|  | 1                                                     | Buffalo Sabres           | 4                        |                    | 1                     | Buffalo Sabres        | 4                     |                 |                   |                   |                   |                   |  |  |                    |                    |                    |
|  | 8                                                     | New York Islanders       | 1                        | 6                  | New York Rangers      | 2                     |                       |                 |                   |                   |                   |                   |  |  |                    |                    |                    |
|  |                                                       |                          |                          |                    |                       |                       |                       |                 |                   |                   |                   |                   |  |  |                    |                    |                    |
|  | 2                                                     | New Jersey Devils        | 4                        | Eastern Conference | Eastern Conference    | Eastern Conference    |                       |                 |                   |                   |                   |                   |  |  |                    |                    |                    |
|  | 2                                                     | New Jersey Devils        | 4                        | Eastern Conference | Eastern Conference    | Eastern Conference    |                       |                 |                   |                   |                   |                   |  |  |                    |                    |                    |
|  | 7                                                     | Tampa Bay Lightning      | 2                        |                    |                       |                       |                       |                 |                   |                   |                   |                   |  |  |                    |                    |                    |
|  | 7                                                     | Tampa Bay Lightning      | 2                        | 1                  | Buffalo Sabres        | 1                     |                       |                 |                   |                   |                   |                   |  |  |                    |                    |                    |
|  |                                                       |                          |                          | 1                  | Buffalo Sabres        | 1                     |                       |                 |                   |                   |                   |                   |  |  |                    |                    |                    |
|  |                                                       | 4                        | Ottawa Senators          | 4                  |                       |                       |                       |                 |                   |                   |                   |                   |  |  |                    |                    |                    |
|  | 3                                                     | 4                        | Ottawa Senators          | 4                  | Atlanta Thrashers     | 0                     |                       |                 |                   |                   |                   |                   |  |  |                    |                    |                    |
|  | 3                                                     |                          |                          |                    | Atlanta Thrashers     | 0                     |                       |                 |                   |                   |                   |                   |  |  |                    |                    |                    |
|  | 6                                                     | New York Rangers         | 4                        |                    |                       |                       |                       |                 |                   |                   |                   |                   |  |  |                    |                    |                    |
|  | 6                                                     | New York Rangers         | 4                        |                    |                       |                       |                       |                 |                   |                   |                   |                   |  |  |                    |                    |                    |
|  |                                                       |                          |                          |                    |                       |                       |                       |                 |                   |                   |                   |                   |  |  |                    |                    |                    |
|  | 4                                                     | Ottawa Senators          | 4                        | 2                  | New Jersey Devils     | 1                     |                       |                 |                   |                   |                   |                   |  |  |                    |                    |                    |
|  | 4                                                     | Ottawa Senators          | 4                        | 2                  | New Jersey Devils     | 1                     |                       |                 |                   |                   |                   |                   |  |  |                    |                    |                    |
|  | 5                                                     | Pittsburgh Penguins      | 1                        | 4                  | Ottawa Senators       | 4                     |                       |                 |                   |                   |                   |                   |  |  |                    |                    |                    |
|  | 5                                                     | Pittsburgh Penguins      | 1                        | 4                  | Ottawa Senators       | 4                     | E4                    | Ottawa Senators | 1                 |                   |                   |                   |  |  |                    |                    |                    |
|  | (Die Teams werden nach der ersten Runde neu gesetzt.) |                          |                          |                    |                       |                       | E4                    | Ottawa Senators | 1                 |                   |                   |                   |  |  |                    |                    |                    |
|  |                                                       | W2                       | Anaheim Ducks            | 4                  |                       |                       |                       |                 |                   |                   |                   |                   |  |  |                    |                    |                    |
|  | 1                                                     | W2                       | Anaheim Ducks            | 4                  | Detroit Red Wings     | 4                     |                       | 1               | Detroit Red Wings | 4                 |                   |                   |  |  |                    |                    |                    |
|  | 1                                                     |                          |                          |                    | Detroit Red Wings     | 4                     |                       | 1               | Detroit Red Wings | 4                 |                   |                   |  |  |                    |                    |                    |
|  | 8                                                     | Calgary Flames           | 2                        | 5                  | San Jose Sharks       | 2                     |                       |                 |                   |                   |                   |                   |  |  |                    |                    |                    |
|  | 8                                                     | Calgary Flames           | 2                        | 5                  | San Jose Sharks       | 2                     |                       |                 |                   |                   |                   |                   |  |  |                    |                    |                    |
|  |                                                       |                          |                          |                    |                       |                       |                       |                 |                   |                   |                   |                   |  |  |                    |                    |                    |
|  | 2                                                     | Anaheim Ducks            | 4                        |                    |                       |                       |                       |                 |                   |                   |                   |                   |  |  |                    |                    |                    |
|  | 2                                                     | Anaheim Ducks            | 4                        |                    |                       |                       |                       |                 |                   |                   |                   |                   |  |  |                    |                    |                    |
|  | 7                                                     | Minnesota Wild           | 1                        |                    |                       |                       |                       |                 |                   |                   |                   |                   |  |  |                    |                    |                    |
|  | 7                                                     | Minnesota Wild           | 1                        | 1                  | Detroit Red Wings     | 2                     |                       |                 |                   |                   |                   |                   |  |  |                    |                    |                    |
|  |                                                       |                          |                          | 1                  | Detroit Red Wings     | 2                     |                       |                 |                   |                   |                   |                   |  |  |                    |                    |                    |
|  |                                                       | 2                        | Anaheim Ducks            | 4                  |                       |                       |                       |                 |                   |                   |                   |                   |  |  |                    |                    |                    |
|  | 3                                                     | 2                        | Anaheim Ducks            | 4                  | Vancouver Canucks     | 4                     |                       |                 |                   |                   |                   |                   |  |  |                    |                    |                    |
|  | 3                                                     |                          |                          |                    | Vancouver Canucks     | 4                     |                       |                 |                   |                   |                   |                   |  |  |                    |                    |                    |
|  | 6                                                     | Dallas Stars             | 3                        | Western Conference | Western Conference    | Western Conference    |                       |                 |                   |                   |                   |                   |  |  |                    |                    |                    |
|  | 6                                                     | Dallas Stars             | 3                        | Western Conference | Western Conference    | Western Conference    |                       |                 |                   |                   |                   |                   |  |  |                    |                    |                    |
|  |                                                       |                          |                          |                    |                       |                       |                       |                 |                   |                   |                   |                   |  |  |                    |                    |                    |
|  | 4                                                     | Nashville Predators      | 1                        | 2                  | Anaheim Ducks         | 4                     |                       |                 |                   |                   |                   |                   |  |  |                    |                    |                    |
|  | 5                                                     | San Jose Sharks          | 4                        | 3                  | Vancouver Canucks     | 1                     |                       |                 |                   |                   |                   |                   |  |  |                    |                    |                    |

## Conference-Viertelfinale

### Eastern Conference

#### (1) Buffalo Sabres – (8) New York Islanders
Die durch den Gewinn der Presidents’ Trophy favorisierten Buffalo Sabres setzten sich in der ersten Playoff-Runde klar mit 4:1 gegen die New York Islanders durch. Bereits in der regulären Saison hatten die Sabres drei von vier Aufeinandertreffen für sich entscheiden können. Auf Seiten der Sabres überzeugten vor allem Chris Drury mit vier Toren, Dainius Zubrus mit fünf Assists sowie Torhüter Ryan Miller mit einer Fangquote von 92,1 % und einem Gegentorschnitt von 2,01.
| 12. April 2007 20.00 Uhr (Ortszeit) | Buffalo Sabres Brian Campbell (9:30) Chris Drury (31:13) Chris Drury (41:08) Brian Campbell (56:35) | 4:1 (1:0, 1:1, 2:0) Spielbericht Stand: 1:0 | New York Islanders Arron Asham (26:58) | HSBC Arena, Buffalo, New York Zuschauer: 18.690 |

| 14. April 2007 19.30 Uhr | Buffalo Sabres Toni Lydman (18:58) Dmitri Kalinin (42:12) | 2:3 (1:2, 0:0, 1:1) Spielbericht Stand: 1:1 | New York Islanders Trent Hunter (3:07) Bruno Gervais (11:03) Marc-André Bergeron (48:37) | HSBC Arena, Buffalo, New York Zuschauer: 18.690 |

| 16. April 2007 19.30 Uhr | New York Islanders Trent Hunter (29:52) Ryan Smyth (39:52) | 2:3 (0:0, 2:3, 0:0) Spielbericht Stand: 1:2 | Buffalo Sabres Adam Mair (25:17) Thomas Vanek (28:38) Daniel Brière (32:56) | Nassau Veterans Memorial Coliseum, Uniondale, New York Zuschauer: 16.234 |

| 18. April 2007 19.30 Uhr | New York Islanders Jason Blake (6:24) Mike Sillinger (19:44) | 2:4 (2:2, 0:1, 0:1) Spielbericht Stand: 1:3 | Buffalo Sabres Thomas Vanek (11:17) Chris Drury (13:05) Chris Drury (40:39) Jason Pominville (58:48) | Nassau Veterans Memorial Coliseum, Uniondale, New York Zuschauer: 16.234 |

| 20. April 2007 19.00 Uhr | Buffalo Sabres Drew Stafford (15:04) Jason Pominville (20:39) Derek Roy (31:29) Maxim Afinogenow (46:38) | 4:3 (1:0, 2:0, 1:3) Spielbericht Stand: 4:1 | New York Islanders Miroslav Šatan (44:22) Trent Hunter (49:43) Chris Campoli (53:07) | HSBC Arena, Buffalo, New York Zuschauer: 18.690 |

#### (2) New Jersey Devils – (7) Tampa Bay Lightning
Die New Jersey Devils setzten sich in der ersten Runde mit 4:2 gegen die Tampa Bay Lightning durch, nachdem sie zwischenzeitlich bereits mit 1:2 in Rückstand geraten waren. Die Offensivkräfte beider Teams überzeugten in Person von Zach Parise und Scott Gomez für New Jersey sowie Martin St. Louis, Vincent Lecavalier und Brad Richards auf Seiten der Lightning, sodass die Torhüterleistungen von Martin Brodeur bzw. Johan Holmqvist einen entscheidenden Faktor darstellten.
| 12. April 2007 19.30 Uhr (Ortszeit) | New Jersey Devils Zach Parise (7:43) Patrik Eliáš (12:31) Brian Rafalski (23:36) Zach Parise (43:54) Brian Gionta (58:38) | 5:3 (2:1, 1:1, 2:1) Spielbericht Stand: 1:0 | Tampa Bay Lightning Martin St. Louis (15:55) Vincent Lecavalier (31:46) Vincent Lecavalier (42:51) | Continental Airlines Arena, East Rutherford, New Jersey Zuschauer: 14.495 |

| 14. April 2007 19.00 Uhr | New Jersey Devils Zach Parise (18:11) Jamie Langenbrunner (36:19) | 2:3 (1:1, 1:1, 0:1) Spielbericht Stand: 1:1 | Tampa Bay Lightning Filip Kuba (9:02) Martin St. Louis (39:11) Vincent Lecavalier (41:42) | Continental Airlines Arena, East Rutherford, New Jersey Zuschauer: 18.231 |

| 16. April 2007 19.00 Uhr | Tampa Bay Lightning Vincent Lecavalier (9:06) Brad Richards (41:09) Václav Prospal (53:31) | 3:2 (1:0, 0:1, 2:1) Spielbericht Stand: 2:1 | New Jersey Devils John Madden (37:27) Zach Parise (44:46) | St. Pete Times Forum, Tampa, Florida Zuschauer: 20.219 |

| 18. April 2007 19.00 Uhr | Tampa Bay Lightning Éric Perrin (12:08) Martin St. Louis (31:39) Vincent Lecavalier (35:20) | 3:4 n. V. (1:2, 2:1, 0:0, 0:1) Spielbericht Stand: 2:2 | New Jersey Devils Brian Gionta (6:04) Zach Parise (14:20) Zach Parise (29:42) Scott Gomez (72:54) | St. Pete Times Forum, Tampa, Florida Zuschauer: 20.940 |

| 20. April 2007 19.00 Uhr | New Jersey Devils Andy Greene (12:46) Brian Gionta (39:59) Scott Gomez (58:13) | 3:0 (1:0, 1:0, 1:0) Spielbericht Stand: 3:2 | Tampa Bay Lightning | Continental Airlines Arena, East Rutherford, New Jersey Zuschauer: 18.096 |

| 22. April 2007 13.00 Uhr | Tampa Bay Lightning Brad Richards (12:08) Brad Richards (30:46) | 2:3 (0:1, 2:2, 0:0) Spielbericht Stand: 2:4 | New Jersey Devils Brian Gionta (14:29) Brian Rafalski (21:21) Brian Gionta (25:49) | St. Pete Times Forum, Tampa, Florida Zuschauer: 20.019 |

#### (3) Atlanta Thrashers – (6) New York Rangers
In einer überraschend einseitigen Serie besiegten die New York Rangers den Southeast-Division-Sieger Atlanta Thrashers mit 4:0. Michael Nylander mit acht und Jaromír Jágr mit sieben Punkten besiegten die Thrashers fast im Alleingang und machten den Sweep perfekt.
| 12. April 2007 19.00 Uhr (Ortszeit) | Atlanta Thrashers Éric Bélanger (19:01) Shane Hnidy (32:19) Pascal Dupuis (45:50) | 3:4 (1:2, 1:2, 1:0) Spielbericht Stand: 0:1 | New York Rangers Jaromír Jágr (12:50) Michal Rozsíval (16:47) Marián Hossa (30:52) Michael Nylander (36:56) | Philips Arena, Atlanta, Georgia Zuschauer: 18.857 |

| 14. April 2007 15.00 Uhr | Atlanta Thrashers Ilja Kowaltschuk (45:35) | 1:2 (0:1, 0:0, 1:1) Spielbericht Stand: 0:2 | New York Rangers Sean Avery (8:08) Brendan Shanahan (55:59) | Philips Arena, Atlanta, Georgia Zuschauer: 18.803 |

| 17. April 2007 19.00 Uhr | New York Rangers Michael Nylander (0:32) Michael Nylander (9:45) Marek Malík (12:26) Ryan Callahan (26:27) Ryan Callahan (37:21) Brendan Shanahan (48:58) Michael Nylander (55:54) | 7:0 (3:0, 2:0, 2:0) Spielbericht Stand: 3:0 | Atlanta Thrashers | Madison Square Garden, New York City, New York Zuschauer: 18.200 |

| 18. April 2007 19.00 Uhr | New York Rangers Michal Rozsíval (7:57) Brendan Shanahan (38:18) Matt Cullen (42:06) Jaromír Jágr (58:27) | 4:2 (1:1, 1:1, 2:0) Spielbericht Stand: 4:0 | Atlanta Thrashers Keith Tkachuk (6:38) Greg de Vries (32:26) | Madison Square Garden, New York City, New York Zuschauer: 18.200 |

#### (4) Ottawa Senators – (5) Pittsburgh Penguins
Im Duell zwischen den Pittsburgh Penguins und den Ottawa Senators siegten die Senators mit 4:1. Nach Ende der Serie wurde bekannt, dass Pittsburghs Sidney Crosby seit Mitte März mit einem gebrochenen Mittelfußknochen gespielt hatte.
| 11. April 2007 19.00 Uhr (Ortszeit) | Ottawa Senators Andrej Meszároš (1:37) Chris Kelly (6:38) Tom Preissing (34:38) Dany Heatley (40:09) Chris Neil (45:39) Mike Comrie (48:22) | 6:3 (2:0, 1:1, 3:2) Spielbericht Stand: 1:0 | Pittsburgh Penguins Jordan Staal (36:58) Sergei Gontschar (52:42) Sidney Crosby (59:11) | Scotiabank Place, Ottawa, Ontario Zuschauer: 19.611 |

| 14. April 2007 15.00 Uhr | Ottawa Senators Jason Spezza (28:28) Daniel Alfredsson (36:44) Chris Kelly (46:18) | 3:4 (0:1, 2:0, 1:3) Spielbericht Stand: 1:1 | Pittsburgh Penguins Ryan Whitney (3:01) Gary Roberts (42:04) Jordan Staal (49:34) Sidney Crosby (51:44) | Scotiabank Place, Ottawa, Ontario Zuschauer: 20.133 |

| 15. April 2007 18.00 Uhr | Pittsburgh Penguins Gary Roberts (0:52) Sidney Crosby (54:40) | 2:4 (1:1, 0:3, 1:0) Spielbericht Stand: 1:2 | Ottawa Senators Dean McAmmond (18:04) Mike Comrie (22:13) Daniel Alfredsson (27:20) Daniel Alfredsson (37:12) | Mellon Arena, Pittsburgh, Pennsylvania Zuschauer: 17.132 |

| 17. April 2007 19.00 Uhr | Pittsburgh Penguins Jordan Staal (28:08) | 1:2 (0:1, 1:0, 0:1) Spielbericht Stand: 1:3 | Ottawa Senators Jason Spezza (3:25) Anton Woltschenkow (49:12) | Mellon Arena, Pittsburgh, Pennsylvania Zuschauer: 17.132 |

| 19. April 2007 19.00 Uhr | Ottawa Senators Dany Heatley (21:08) Antoine Vermette (26:20) Chris Kelly (37:55) | 3:0 (0:0, 3:0, 0:0) Spielbericht Stand: 4:1 | Pittsburgh Penguins | Scotiabank Place, Ottawa, Ontario Zuschauer: 20.179 |

### Western Conference

#### (1) Detroit Red Wings – (8) Calgary Flames
Die im Westen an eins gesetzten Detroit Red Wings wurden ihrer Favoritenrolle in der ersten Runde gerecht und gewannen eine von der Heimstärke beider Teams geprägte Serie gegen die Calgary Flames mit 4:2. Calgarys zweiter Torhüter Jamie McLennan sorgte im fünften Spiel für den negativen Höhepunkt der Serie, als er Detroits Angreifer Johan Franzén vorsätzlich mit seinem Stock schlug und im Anschluss für fünf Spiele gesperrt wurde.
| 12. April 2007 19.00 Uhr (Ortszeit) | Detroit Red Wings Valtteri Filppula (4:51) Nicklas Lidström (8:36) Pawel Dazjuk (26:56) Mathieu Schneider (29:57) | 4:1 (2:0, 2:0, 0:1) Spielbericht Stand: 1:0 | Calgary Flames Alex Tanguay (54:55) | Joe Louis Arena, Detroit, Michigan Zuschauer: 19.204 |

| 15. April 2007 13.00 Uhr | Detroit Red Wings Pawel Dazjuk (1:02) Nicklas Lidström (3:50) Valtteri Filppula (46:05) | 3:1 (2:0, 0:1, 1:0) Spielbericht Stand: 2:0 | Calgary Flames Dion Phaneuf (22:42) | Joe Louis Arena, Detroit, Michigan Zuschauer: 19.751 |

| 17. April 2007 20.00 Uhr | Calgary Flames Matthew Lombardi (29:20) Mark Giordano (44:43) Jarome Iginla (49:21) | 3:2 (0:0, 1:1, 2:1) Spielbericht Stand: 1:2 | Detroit Red Wings Kris Draper (31:30) Kris Draper (40:39) | Pengrowth Saddledome, Calgary, Alberta Zuschauer: 19.289 |

| 19. April 2007 19.30 Uhr | Calgary Flames Daymond Langkow (8:29) Craig Conroy (13:33) Daymond Langkow (28:19) | 3:2 (2:2, 1:0, 0:0) Spielbericht Stand: 2:2 | Detroit Red Wings Todd Bertuzzi (11:07) Johan Franzén (15:37) | Pengrowth Saddledome, Calgary, Alberta Zuschauer: 19.289 |

| 21. April 2007 15.00 Uhr | Detroit Red Wings Daniel Cleary (23:32) Henrik Zetterberg (28:50) Chris Chelios (30:54) Henrik Zetterberg (45:12) Pawel Dazjuk (55:42) | 5:1 (0:0, 3:0, 2:1) Spielbericht Stand: 3:2 | Calgary Flames Andrei Sjusin (50:03) | Joe Louis Arena, Detroit, Michigan Zuschauer: 19.340 |

| 22. April 2007 19.00 Uhr | Calgary Flames Jarome Iginla (23:09) | 1:2 n. V. (0:0, 1:1, 0:0, 0:0, 0:1) Spielbericht Stand: 2:4 | Detroit Red Wings Robert Lang (36:53) Johan Franzén (84:23) | Pengrowth Saddledome, Calgary, Alberta Zuschauer: 19.289 |

#### (2) Anaheim Ducks – (7) Minnesota Wild
Die Anaheim Ducks setzten sich in der ersten Playoff-Runde deutlich mit 4:1 gegen die Minnesota Wild durch. Auf Seiten der Ducks überzeugten dabei vor allem Chris Pronger und Ryan Getzlaf mit sechs bzw. fünf Scorerpunkten sowie Torhüter Ilja Brysgalow, der den verletzten Jean-Sébastien Giguère ersetzte.
| 11. April 2007 19.30 Uhr (Ortszeit) | Anaheim Ducks Teemu Selänne (29:52) Dustin Penner (54:40) | 2:1 (0:0, 1:1, 1:0) Spielbericht Stand: 1:0 | Minnesota Wild Pavol Demitra (26:01) | Honda Center, Anaheim, Kalifornien Zuschauer: 17.180 |

| 13. April 2007 19.30 Uhr | Anaheim Ducks François Beauchemin (13:19) François Beauchemin (36:17) Ryan Getzlaf (28:43) | 3:2 (1:0, 2:1, 0:1) Spielbericht Stand: 2:0 | Minnesota Wild Marián Gáborík (23:33) Mikko Koivu (55:04) | Honda Center, Anaheim, Kalifornien Zuschauer: 17.324 |

| 15. April 2007 19.00 Uhr | Minnesota Wild Petteri Nummelin (59:21) | 1:2 (0:1, 0:0, 1:1) Spielbericht Stand: 0:3 | Anaheim Ducks Andy McDonald (16:05) Rob Niedermayer (49:43) | Xcel Energy Center, Saint Paul, Minnesota Zuschauer: 19.224 |

| 17. April 2007 20.00 Uhr | Minnesota Wild Pierre-Marc Bouchard (38:03) Marián Gáborík (43:23) Brian Rolston (49:27) Mark Parrish (50:44) | 4:1 (0:0, 1:1, 3:0) Spielbericht Stand: 1:3 | Anaheim Ducks Chris Pronger (26:08) | Xcel Energy Center, Saint Paul, Minnesota Zuschauer: 19.174 |

| 19. April 2007 19.30 Uhr | Anaheim Ducks Chris Pronger (1:02) Ryan Getzlaf (36:29) Corey Perry (50:29) Travis Moen (59:03) | 4:1 (1:0, 1:1, 2:0) Spielbericht Stand: 4:1 | Minnesota Wild Marián Gáborík (35:42) | Honda Center, Anaheim, Kalifornien Zuschauer: 17.318 |

#### (3) Vancouver Canucks – (6) Dallas Stars
Zu einem wahren Torhüterduell entwickelte sich das Aufeinandertreffen zwischen den Vancouver Canucks und den Dallas Stars. Nach sieben Spielen hatte Roberto Luongo mit seinen Canucks das glücklichere Ende für sich. Das erste Spiel der Serie war mit 138:06 Minuten Spielzeit das sechstlängste der NHL-Geschichte.
| 11. April 2007 19.00 Uhr (Ortszeit) | Vancouver Canucks Daniel Sedin (4:20) Mattias Öhlund (26:26) Markus Näslund (33:47) Bryan Smolinski (47:36) Henrik Sedin (138:06) | 5:4 n. V. (1:1, 2:1, 1:2, 0:0, 0:0, 0:0, 1:0) Spielbericht Stand: 1:0 | Dallas Stars Brenden Morrow (5:28) Trevor Daley (30:00) Antti Miettinen (48:31) Ladislav Nagy (53:46) | General Motors Place, Vancouver, British Columbia Zuschauer: 18.630 |

| 13. April 2007 18.00 Uhr | Vancouver Canucks | 0:2 (0:1, 0:1, 0:0) Spielbericht Stand: 1:1 | Dallas Stars Jeff Halpern (0:24) Joel Lundqvist (20:45) | General Motors Place, Vancouver, British Columbia Zuschauer: 18.630 |

| 15. April 2007 20.30 Uhr | Dallas Stars Stu Barnes (33:09) | 1:2 n. V. (0:0, 1:0, 0:1, 0:1) Spielbericht Stand: 1:2 | Vancouver Canucks Jan Bulis (45:18) Taylor Pyatt (67:47) | American Airlines Center, Dallas, Texas Zuschauer: 18.532 |

| 17. April 2007 19.00 Uhr | Dallas Stars Darryl Sydor (52:29) | 1:2 (0:0, 0:0, 1:2) Spielbericht Stand: 1:3 | Vancouver Canucks Mattias Öhlund (49:46) Trevor Linden (54:29) | American Airlines Center, Dallas, Texas Zuschauer: 18.532 |

| 19. April 2007 19.00 Uhr | Vancouver Canucks | 0:1 n. V. (0:0, 0:0, 0:0, 0:1) Spielbericht Stand: 3:2 | Dallas Stars Brenden Morrow (66:22) | General Motors Place, Vancouver, British Columbia Zuschauer: 18.630 |

| 21. April 2007 19.00 Uhr | Dallas Stars Mike Modano (3:05) Jeff Halpern (47:22) | 2:0 (1:0, 0:0, 1:0) Spielbericht Stand: 3:3 | Vancouver Canucks | American Airlines Center, Dallas, Texas Zuschauer: 18.600 |

| 23. April 2007 18.00 Uhr | Vancouver Canucks Henrik Sedin (35:12) Trevor Linden (47:00) Taylor Pyatt (58:57) Bryan Smolinski (59:13) | 4:1 (0:1, 1:0, 3:0) Spielbericht Stand: 4:3 | Dallas Stars Joel Lundqvist (16:32) | General Motors Place, Vancouver, British Columbia Zuschauer: 18.630 |

#### (4) Nashville Predators – (5) San Jose Sharks
Im, an den 217 kumulierten Punkten beider Teams aus der regulären Saison gemessen, stärksten Aufeinandertreffen eines Viert- und Fünftplatzierten in der NHL-Geschichte, besiegten die San Jose Sharks die Nashville Predators in einer physisch hart geführten Serie wie im Vorjahr mit 4:1. Vor allem die mannschaftliche Geschlossenheit gab den Sharks den entscheidenden Vorteil gegenüber den Predators.
| 11. April 2007 19.00 Uhr (Ortszeit) | Nashville Predators Alexander Radulow (22:35) Jean-Pierre Dumont (23:56) Alexander Radulow (53:05) Jean-Pierre Dumont (59:09) | 4:5 n. V. (0:1, 2:3, 2:0, 0:0, 0:1) Spielbericht Stand: 0:1 | San Jose Sharks Matthew Carle (7:18) Mike Grier (25:31) Craig Rivet (32:57) Milan Michálek (35:52) Patrick Rissmiller (88:14) | Nashville Arena, Nashville, Tennessee Zuschauer: 17.113 |

| 13. April 2007 19.00 Uhr | Nashville Predators Alexander Radulow (6:54) Peter Forsberg (15:56) Jean-Pierre Dumont (30:26) Jean-Pierre Dumont (32:56) Peter Forsberg (58:55) | 5:2 (2:1, 2:0, 1:1) Spielbericht Stand: 1:1 | San Jose Sharks Craig Rivet (4:37) Ryane Clowe (49:52) | Nashville Arena, Nashville, Tennessee Zuschauer: 17.113 |

| 16. April 2007 19.00 Uhr | San Jose Sharks Milan Michálek (28:38) Ryane Clowe (32:18) Patrick Marleau (55:37) | 3:1 (0:1, 2:0, 1:0) Spielbericht Stand: 2:1 | Nashville Predators Ryan Suter (11:53) | HP Pavilion at San Jose, San José, Kalifornien Zuschauer: 17.496 |

| 18. April 2007 19.00 Uhr | San Jose Sharks Milan Michálek (3:29) Joe Pavelski (21:06) Milan Michálek (32:53) | 3:2 (1:0, 2:1, 0:1) Spielbericht Stand: 3:1 | Nashville Predators Jason Arnott (22:32) Scott Hartnell (57:08) | HP Pavilion at San Jose, San José, Kalifornien Zuschauer: 17.496 |

| 20. April 2007 20.00 Uhr | Nashville Predators Jason Arnott (23:47) Vernon Fiddler (24:26) | 2:3 (0:1, 2:0, 0:2) Spielbericht Stand: 1:4 | San Jose Sharks Ryane Clowe (8:21) Patrick Marleau (37:46) Patrick Marleau (55:39) | Nashville Arena, Nashville, Tennessee Zuschauer: 17.113 |

## Conference-Halbfinale

### Eastern Conference

#### (1) Buffalo Sabres – (6) New York Rangers
Mit den New York Rangers eliminierten die Buffalo Sabres auch das zweite New Yorker Team. Die Rangers lagen im fünften Spiel bis acht Sekunden vor Spielende mit 1:0 in Führung und hätten somit auch die erstmalige Führung in der Serie übernehmen können. Die Sabres siegten letztlich doch noch in der Overtime und machten dann im offensiv geführten sechsten Spiel im New Yorker Madison Square Garden mit dem vierten Sieg alles klar.
| 25. April 2007 19.00 Uhr (Ortszeit) | Buffalo Sabres Thomas Vanek (34:19) Aleš Kotalík (36:19) Thomas Vanek (38:24) Jason Pominville (53:47) Drew Stafford (59:44) | 5:2 (0:0, 3:0, 2:2) Spielbericht Stand: 1:0 | New York Rangers Marián Hossa (50:44) Brendan Shanahan (59:12) | HSBC Arena, Buffalo, New York Zuschauer: 18.690 |

| 27. April 2007 19.00 Uhr | Buffalo Sabres Brian Campbell (10:58) Chris Drury (40:24) Thomas Vanek (50:11) | 3:2 (1:1, 0:1, 2:0) Spielbericht Stand: 2:0 | New York Rangers Martin Straka (10:08) Paul Mara (38:40) | HSBC Arena, Buffalo, New York Zuschauer: 18.690 |

| 29. April 2007 14.00 Uhr | New York Rangers Jaromír Jágr (20:33) Michal Rozsíval (96:43) | 2:1 n. V. (0:0, 1:0, 0:1, 0:0, 1:0) Spielbericht Stand: 1:2 | Buffalo Sabres Daniel Brière (52:14) | Madison Square Garden, New York City, New York Zuschauer: 18.200 |

| 1. Mai 2007 19.00 Uhr | New York Rangers Jaromír Jágr (20:45) Brendan Shanahan (48:31) | 2:1 (0:0, 1:0, 1:1) Spielbericht Stand: 2:2 | Buffalo Sabres Aleš Kotalík (49:04) | Madison Square Garden, New York City, New York Zuschauer: 18.200 |

| 4. Mai 2007 19.00 Uhr | Buffalo Sabres Chris Drury (59:52) Maxim Afinogenow (64:39) | 2:1 n. V. (0:0, 0:0, 1:1, 1:0) Spielbericht Stand: 3:2 | New York Rangers Martin Straka (56:41) | HSBC Arena, Buffalo, New York Zuschauer: 18.690 |

| 6. Mai 2007 14.00 Uhr | New York Rangers Michael Nylander (17:10) Paul Mara (24:40) Jaromír Jágr (45:08) Michael Nylander (57:09) | 4:5 (1:0, 1:4, 2:1) Spielbericht Stand: 2:4 | Buffalo Sabres Dmitri Kalinin (21:29) Jason Pominville (22:53) Jochen Hecht (27:41) Chris Drury (31:15) Jochen Hecht (54:50) | Madison Square Garden, New York City, New York Zuschauer: 18.200 |

#### (2) New Jersey Devils – (4) Ottawa Senators
Ebenso wie die erste Runde gewannen die Ottawa Senators auch ihre zweite Runde, in der sie auf die New Jersey Devils trafen, mit 4:1. Auf Seiten Ottawas stach dabei vor allem die Angriffsreihe um Daniel Alfredsson, Jason Spezza und Dany Heatley heraus, die in den fünf Partien insgesamt 23 Scorerpunkte produzierte.
| 26. April 2007 19.00 Uhr (Ortszeit) | New Jersey Devils Travis Zajac (17:38) Brian Gionta (22:20) Andy Greene (24:57) Zach Parise (59:30) | 4:5 (1:4, 2:0, 1:1) Spielbericht Stand: 0:1 | Ottawa Senators Jason Spezza (1:30) Joe Corvo (6:49) Dean McAmmond (14:43) Dany Heatley (16:39) Wade Redden (40:43) | Continental Airlines Arena, East Rutherford, New Jersey Zuschauer: 15.512 |

| 28. April 2007 20.00 Uhr | New Jersey Devils Brian Gionta (1:43) Sergei Brylin (19:59) Jamie Langenbrunner (81:55) | 3:2 (2:0, 0:1, 0:1, 0:0, 1:0) Spielbericht Stand: 1:1 | Ottawa Senators Daniel Alfredsson (24:23) Dany Heatley (59:33) | Continental Airlines Arena, East Rutherford, New Jersey Zuschauer: 19.040 |

| 30. April 2007 19.00 Uhr | Ottawa Senators Tom Preissing (44:46) Jason Spezza (59:04) | 2:0 (0:0, 0:0, 2:0) Spielbericht Stand: 2:1 | New Jersey Devils | Scotiabank Place, Ottawa, Ontario Zuschauer: 19.636 |

| 2. Mai 2007 19.00 Uhr | Ottawa Senators Daniel Alfredsson (4:34) Dany Heatley (34:44) Mike Fisher (43:58) | 3:2 (1:0, 1:1, 1:1) Spielbericht Stand: 3:1 | New Jersey Devils Brian Gionta (24:17) Jay Pandolfo (49:36) | Scotiabank Place, Ottawa, Ontario Zuschauer: 20.248 |

| 5. Mai 2007 20.00 Uhr | New Jersey Devils Scott Gomez (6:59) Scott Gomez (59:20) | 2:3 (1:0, 0:3, 1:0) Spielbericht Stand: 1:4 | Ottawa Senators Antoine Vermette (25:19) Jason Spezza (32:06) Daniel Alfredsson (37:28) | Continental Airlines Arena, East Rutherford, New Jersey Zuschauer: 19.040 |

### Western Conference

#### (1) Detroit Red Wings – (5) San Jose Sharks
Trotz einer 1:0- sowie einer 2:1-Führung in der Serie unterlagen die San Jose Sharks in der zweiten Runde den favorisierten Detroit Red Wings, die offensiv  vor allem von Pawel Dazjuk, Mikael Samuelsson und Henrik Zetterberg angeführt wurden, die insgesamt auf 16 Scorerpunkte kamen. Zudem zeigte Dominik Hašek im Tor der Red Wings mit einer Fangquote von 93,2 % und einem Gegentorschnitt von 1,45 überzeugende Leistungen.
| 26. April 2007 19.30 Uhr (Ortszeit) | Detroit Red Wings | 0:2 (0:2, 0:0, 0:0) Spielbericht Stand: 0:1 | San Jose Sharks Matthew Carle (9:45) Mike Grier (10:09) | Joe Louis Arena, Detroit, Michigan Zuschauer: 18.712 |

| 28. April 2007 15.00 Uhr | Detroit Red Wings Henrik Zetterberg (17:30) Daniel Cleary (41:23) Pawel Dazjuk (58:36) | 3:2 (1:2, 0:0, 2:0) Spielbericht Stand: 1:1 | San Jose Sharks Jonathan Cheechoo (0:36) Joe Thornton (4:17) | Joe Louis Arena, Detroit, Michigan Zuschauer: 19.113 |

| 30. April 2007 19.00 Uhr | San Jose Sharks Ryane Clowe (32:43) Jonathan Cheechoo (53:19) | 2:1 (0:1, 1:0, 1:0) Spielbericht Stand: 2:1 | Detroit Red Wings Nicklas Lidström (11:13) | HP Pavilion at San Jose, San José, Kalifornien Zuschauer: 17.496 |

| 2. Mai 2007 19.00 Uhr | San Jose Sharks Jonathan Cheechoo (17:52) Marcel Goc (28:07) | 2:3 n. V. (1:0, 1:1, 0:1, 0:1) Spielbericht Stand: 2:2 | Detroit Red Wings Tomas Holmström (39:55) Robert Lang (59:26) Mathieu Schneider (76:04) | HP Pavilion at San Jose, San José, Kalifornien Zuschauer: 17.496 |

| 5. Mai 2007 14.00 Uhr | Detroit Red Wings Henrik Zetterberg (23:10) Pawel Dazjuk (36:13) Mikael Samuelsson (43:46) Tomas Holmström (46:14) | 4:1 (0:1, 2:0, 2:0) Spielbericht Stand: 3:2 | San Jose Sharks Marcel Goc (4:53) | Joe Louis Arena, Detroit, Michigan Zuschauer: 19.937 |

| 7. Mai 2007 18.00 Uhr | San Jose Sharks | 0:2 (0:2, 0:0, 0:0) Spielbericht Stand: 2:4 | Detroit Red Wings Mikael Samuelsson (15:26) Mikael Samuelsson (19:52) | HP Pavilion at San Jose, San José, Kalifornien Zuschauer: 17.496 |

#### (2) Anaheim Ducks – (3) Vancouver Canucks
Vier der insgesamt fünf Spiele endeten mit nur einem Tor Unterschied, davon wurden drei erst in der Overtime entschieden. Vor allem Anaheims Verteidiger-Duo Chris Pronger und Scott Niedermayer sowie Torhüter Jean-Sébastien Giguère waren ausschlaggebend für das Erreichen des Wester-Conference-Finales. Roberto Luongo alleine konnte auf Seiten der Canucks das Ausscheiden nicht verhindern.
| 25. April 2007 19.00 Uhr (Ortszeit) | Anaheim Ducks Andy McDonald (9:24) Teemu Selänne (14:56) Andy McDonald (19:11) Ryan Getzlaf (49:05) Andy McDonald (59:08) | 5:1 (3:1, 0:0, 2:0) Spielbericht Stand: 1:0 | Vancouver Canucks Jeff Cowan (7:07) | Honda Center, Anaheim, Kalifornien Zuschauer: 17.250 |

| 27. April 2007 19.00 Uhr | Anaheim Ducks Travis Moen (31:01) | 1:2 n. V. (0:0, 1:1, 0:0, 0:0, 0:1) Spielbericht Stand: 1:1 | Vancouver Canucks Markus Näslund (26:30) Jeff Cowan (87:49) | Honda Center, Anaheim, Kalifornien Zuschauer: 17.392 |

| 29. April 2007 17.00 Uhr | Vancouver Canucks Markus Näslund (19:12) Daniel Sedin (34:31) | 2:3 (1:1, 1:1, 0:1) Spielbericht Stand: 1:2 | Anaheim Ducks Dustin Penner (3:08) François Beauchemin (29:45) Corey Perry (47:51) | General Motors Place, Vancouver, British Columbia Zuschauer: 18.630 |

| 1. Mai 2007 19.30 Uhr | Vancouver Canucks Markus Näslund (12:55) Brendan Morrison (37:31) | 2:3 n. V. (1:0, 1:0, 0:2, 0:1) Spielbericht Stand: 1:3 | Anaheim Ducks Chris Pronger (43:58) Teemu Selänne (54:18) Travis Moen (62:07) | General Motors Place, Vancouver, British Columbia Zuschauer: 18.630 |

| 3. Mai 2007 18.00 Uhr | Anaheim Ducks Samuel Påhlsson (20:14) Scott Niedermayer (84:30) | 2:1 n. V. (0:0, 1:0, 0:1, 0:0, 1:0) Spielbericht Stand: 4:1 | Vancouver Canucks Alexandre Burrows (51:03) | Honda Center, Anaheim, Kalifornien Zuschauer: 17.392 |

## Conference-Finale

### Eastern Conference

#### (1) Buffalo Sabres – (4) Ottawa Senators
Im Osten erreichten die Ottawa Senators mit einem deutlichen 4:1-Sieg über die an eins gesetzten Buffalo Sabres ihr erstes Stanley-Cup-Finale der Franchise-Geschichte und damit gleichbedeutend die Prince of Wales Trophy. Trotz guter Leistungen von Ryan Miller im Tor der Sabres war es abermals die Angriffsreihe Alfredsson–Spezza–Heatley auf Seiten der Senators, die einen entscheidenden Faktor in der Serie darstellte.
| 10. Mai 2007 19.00 Uhr (Ortszeit) | Buffalo Sabres Maxim Afinogenow (10:55) Toni Lydman (28:45) | 2:5 (1:2, 1:0, 0:3) Spielbericht Stand: 0:1 | Ottawa Senators Mike Fisher (4:32) Daniel Alfredsson (7:54) Oleg Saprykin (47:41) Jason Spezza (55:48) Dean McAmmond (59:47) | HSBC Arena, Buffalo, New York Zuschauer: 18.690 |

| 12. Mai 2007 20.00 Uhr | Buffalo Sabres Thomas Vanek (3:41) Jochen Hecht (6:13) Daniel Brière (59:54) | 3:4 n. V. (2:1, 0:2, 1:0, 0:0, 0:1) Spielbericht Stand: 0:2 | Ottawa Senators Daniel Alfredsson (14:22) Mike Fisher (26:08) Wade Redden (39:44) Joe Corvo (84:58) | HSBC Arena, Buffalo, New York Zuschauer: 18.690 |

| 14. Mai 2007 19.00 Uhr | Ottawa Senators Daniel Alfredsson (33:40) | 1:0 (0:0, 1:0, 0:0) Spielbericht Stand: 3:0 | Buffalo Sabres | Scotiabank Place, Ottawa, Ontario Zuschauer: 20.171 |

| 16. Mai 2007 19.00 Uhr | Ottawa Senators Dean McAmmond (34:55) Peter Schaefer (36:41) | 2:3 (0:1, 2:2, 0:0) Spielbericht Stand: 3:1 | Buffalo Sabres Derek Roy (0:09) Maxim Afinogenow (24:32) Chris Drury (28:06) | Scotiabank Place, Ottawa, Ontario Zuschauer: 20.294 |

| 19. Mai 2007 14.00 Uhr | Buffalo Sabres Jochen Hecht (24:30) Maxim Afinogenow (50:58) | 2:3 n. V. (0:0, 1:2, 1:0, 0:1) Spielbericht Stand: 1:4 | Ottawa Senators Dany Heatley (35:41) Jason Spezza (39:21) Daniel Alfredsson (69:32) | HSBC Arena, Buffalo, New York Zuschauer: 18.690 |

### Western Conference

#### (1) Detroit Red Wings – (2) Anaheim Ducks
In spielerischer Hinsicht dominierten die Detroit Red Wings die Serie weitestgehend, doch durch großen Kampfgeist, der zu Siegen im zweiten und vierten Spiel, in dem die Anaheim Ducks auf ihren gesperrten Starverteidiger Chris Pronger verzichten mussten, führte, gestaltete Anaheim die Serie ausgeglichen. Im fünften Spiel konnten die Ducks schließlich die Serie drehen, als sie wenige Sekunden vor dem regulären Spielende den Ausgleich und in der Overtime den Siegtreffer erzielten. Die Anaheim Ducks zogen somit zum zweiten Mal nach 2003 ins Stanley-Cup-Finale ein und gewannen somit die Clarence S. Campbell Bowl.
| 11. Mai 2007 19.30 Uhr (Ortszeit) | Detroit Red Wings Henrik Zetterberg (3:44) Tomas Holmström (55:06) | 2:1 (1:0, 0:0, 1:1) Spielbericht Stand: 1:0 | Anaheim Ducks Chris Kunitz (41:34) | Joe Louis Arena, Detroit, Michigan Zuschauer: 19.939 |

| 13. Mai 2007 19.30 Uhr | Detroit Red Wings Kirk Maltby (30:34) Nicklas Lidström (36:07) Pawel Dazjuk (41:03) | 3:4 n. V. (0:1, 2:1, 1:1, 0:1) Spielbericht Stand: 1:1 | Anaheim Ducks Rob Niedermayer (17:04) Andy McDonald (31:40) Travis Moen (45:06) Scott Niedermayer (74:17) | Joe Louis Arena, Detroit, Michigan Zuschauer: 19.620 |

| 15. Mai 2007 18.00 Uhr | Anaheim Ducks | 0:5 (0:2, 0:2, 0:1) Spielbericht Stand: 1:2 | Detroit Red Wings Johan Franzén (11:09) Tomas Holmström (19:17) Todd Bertuzzi (23:17) Tomas Holmström (23:34) Valtteri Filppula (50:58) | Honda Center, Anaheim, Kalifornien Zuschauer: 17.358 |

| 17. Mai 2007 18.00 Uhr | Anaheim Ducks Corey Perry (1:37) Richard Jackman (11:46) Teemu Selänne (18:31) Ryan Getzlaf (45:24) Rob Niedermayer (58:52) | 5:3 (3:1, 0:2, 2:0) Spielbericht Stand: 2:2 | Detroit Red Wings Daniel Cleary (3:29) Todd Bertuzzi (27:48) Daniel Cleary (35:36) | Honda Center, Anaheim, Kalifornien Zuschauer: 17.358 |

| 20. Mai 2007 15.00 Uhr | Detroit Red Wings Andreas Lilja (26:13) | 1:2 n. V. (0:0, 1:0, 0:1, 0:1) Spielbericht Stand: 2:3 | Anaheim Ducks Scott Niedermayer (59:12) Teemu Selänne (71:57) | Joe Louis Arena, Detroit, Michigan Zuschauer: 19.620 |

| 22. Mai 2007 18.00 Uhr | Anaheim Ducks Rob Niedermayer (3:51) Corey Perry (29:52) Ryan Getzlaf (38:33) Samuel Påhlsson (45:54) | 4:3 (1:0, 2:0, 1:3) Spielbericht Stand: 4:2 | Detroit Red Wings Henrik Zetterberg (43:15) Pawel Dazjuk (50:08) Pawel Dazjuk (56:56) | Honda Center, Anaheim, Kalifornien Zuschauer: 17.380 |

## Stanley-Cup-Finale

### (W2) Anaheim Ducks – (E4) Ottawa Senators
Im diesjährigen Stanley-Cup-Finale trafen zum ersten Mal seit 1999 mit den Anaheim Ducks und den Ottawa Senators zwei Mannschaften aufeinander, die noch nie den Stanley Cup gewinnen konnten. Zwar konnte zuletzt in der Saison 1926/27 ein Team namens Ottawa Senators den Cup gewinnen, doch zwischen den damaligen Original-Senators und den heutigen gibt es keinerlei Verbindung. Das Aufeinandertreffen zwischen den Ducks und den Senators markierte das dritte Mal in Folge, dass im Finale ein kanadisches Team auf ein Team aus dem Sunbelt der Vereinigten Staaten trifft, zuletzt spielte Tampa Bay gegen Calgary und Carolina gegen Edmonton. Die Serie ist zudem die erste Playoff-Serie zwischen den beiden Teams, die beide aus der NHL-Expansion zu Beginn der 1990er Jahre hervorgegangen sind. Das letzte Duell zwischen den Teams, das am 19. Januar 2006 in Ottawa stattfand, entschied Anaheim, damals noch unter dem Namen Mighty Ducks of Anaheim, mit 4:3 für sich.
Auf Seiten der Ottawa Senators stand mit Christoph Schubert seit längerer Zeit wieder ein deutscher Akteur im Finale, zudem mit Dany Heatley ein weiterer in Deutschland geborener Spieler. Der Schweizer Martin Gerber, der im Vorjahr mit den Carolina Hurricanes den Titel erringen konnte, erreichte, ebenfalls auf Seiten Ottawas, zum zweiten Mal in Folge die Finalserie.
Die Anaheim Ducks gewannen mit dem 4:1-Erfolg über die Senators den ersten Stanley Cup ihrer Franchise-Geschichte. Zudem bedeutete dies die erste NHL-Meisterschaft eines Teams aus Kalifornien. In Person von ihrem Mannschaftskapitän Scott Niedermayer stellten die Ducks auch den mit der Conn Smythe Trophy ausgezeichnet wertvollsten Spieler der Playoffs. Für dessen Mitspieler Chris Pronger bedeutete der Stanley-Cup-Gewinn darüber hinaus die Aufnahme in den Triple Gold Club.
| 28. Mai 2007 17.00 Uhr (Ortszeit) | Anaheim Ducks Andy McDonald (10:55) Ryan Getzlaf (45:44) Travis Moen (57:09) | 3:2 (1:1, 0:1, 2:0) Spielbericht Stand: 1:0 | Ottawa Senators Mike Fisher (1:38) Wade Redden (24:36) | Honda Center, Anaheim, Kalifornien Zuschauer: 17.274 |

| 30. Mai 2007 17.00 Uhr | Anaheim Ducks Samuel Påhlsson (54:16) | 1:0 (0:0, 0:0, 1:0) Spielbericht Stand: 2:0 | Ottawa Senators | Honda Center, Anaheim, Kalifornien Zuschauer: 17.258 |

| 2. Juni 2007 20.00 Uhr | Ottawa Senators Chris Neil (16:10) Mike Fisher (25:47) Daniel Alfredsson (36:14) Dean McAmmond (38:34) Anton Woltschenkow (48:22) | 5:3 (1:1, 3:2, 1:0) Spielbericht Stand: 1:2 | Anaheim Ducks Andy McDonald (5:39) Corey Perry (25:20) Ryan Getzlaf (27:38) | Scotiabank Place, Ottawa, Ontario Zuschauer: 20.500 |

| 4. Juni 2007 20.00 Uhr | Ottawa Senators Daniel Alfredsson (19:59) Dany Heatley (38:00) | 2:3 (1:1, 3:2, 1:0) Spielbericht Stand: 1:3 | Anaheim Ducks Andy McDonald (30:06) Andy McDonald (31:06) Dustin Penner (44:07) | Scotiabank Place, Ottawa, Ontario Zuschauer: 20.500 |

| 6. Juni 2007 17.00 Uhr | Anaheim Ducks Andy McDonald (3:41) Rob Niedermayer (17:41) Travis Moen (35:44) François Beauchemin (38:28) Travis Moen (44:01) Corey Perry (57:00) | 6:2 (2:0, 2:2, 2:0) Spielbericht Stand: 4:1 | Ottawa Senators Daniel Alfredsson (31:27) Daniel Alfredsson (37:38) | Honda Center, Anaheim, Kalifornien Zuschauer: 17.372 |

### Stanley-Cup-Sieger
Der Stanley-Cup-Sieger Anaheim Ducks ließ traditionell insgesamt 48 Personen, davon 26 Spieler sowie einige Funktionäre, darunter der Trainerstab und das Management, auf den Sockel der Trophäe eingravieren. Für die Spieler gilt dabei, dass sie entweder 41 Partien für die Mannschaft in der regulären Saison bestritten haben sollten oder eine Partie in der Finalserie. Dabei gibt es aber auch immer wieder Ausnahmeregelungen.
Die 26 Spieler Anaheims setzen sich aus zwei Torhütern, sieben Verteidigern und 17 Angreifern zusammen, darunter mit Teemu Selänne, Samuel Påhlsson und Ilja Brysgalow drei Europäer sowie mit Rob und Scott Niedermayer ein Brüderpaar.
| Stanley-Cup-Sieger Anaheim Ducks | Torhüter: Ilja Brysgalow, Jean-Sébastien Giguère Verteidiger: François Beauchemin, Joe DiPenta, Kent Huskins, Richard Jackman, Scott Niedermayer (C), Sean O’Donnell, Chris Pronger Angreifer: Ryan Carter, Ryan Getzlaf, Chris Kunitz, Andy McDonald, Todd Marchant, Brad May, Drew Miller, Travis Moen, Joe Motzko, Rob Niedermayer, Samuel Påhlsson, George Parros, Dustin Penner, Corey Perry, Teemu Selänne, Ryan Shannon, Shawn Thornton Cheftrainer: Randy Carlyle General Manager: Brian Burke |

## Beste Scorer

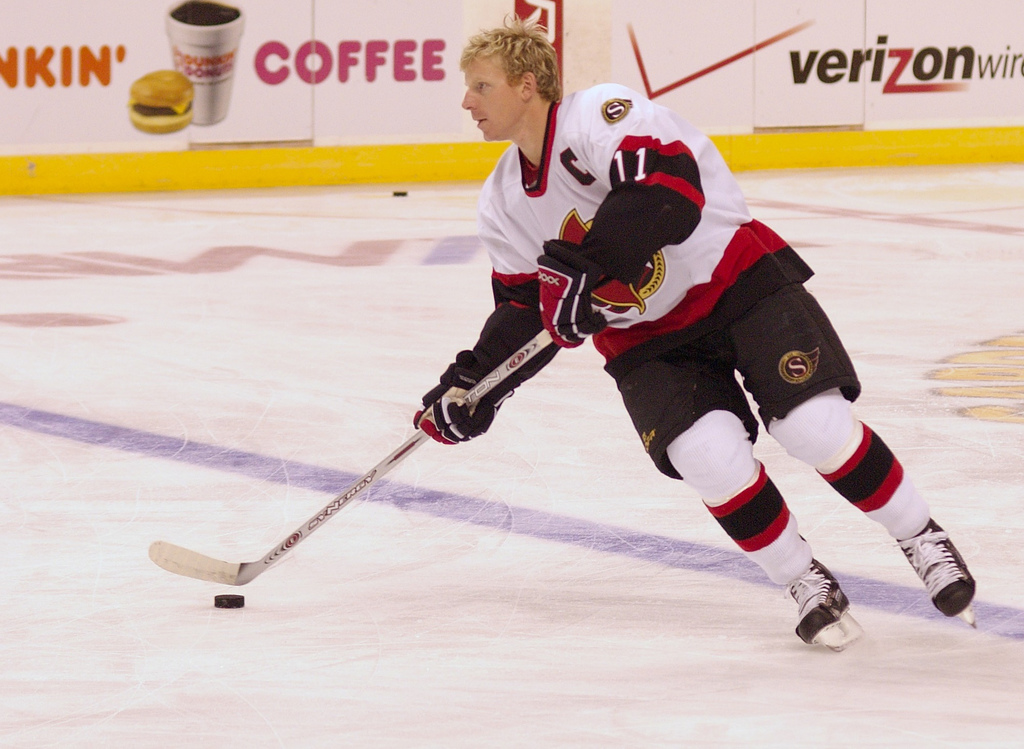
Daniel Alfredsson war der torgefährlichste Spieler der Playoffs

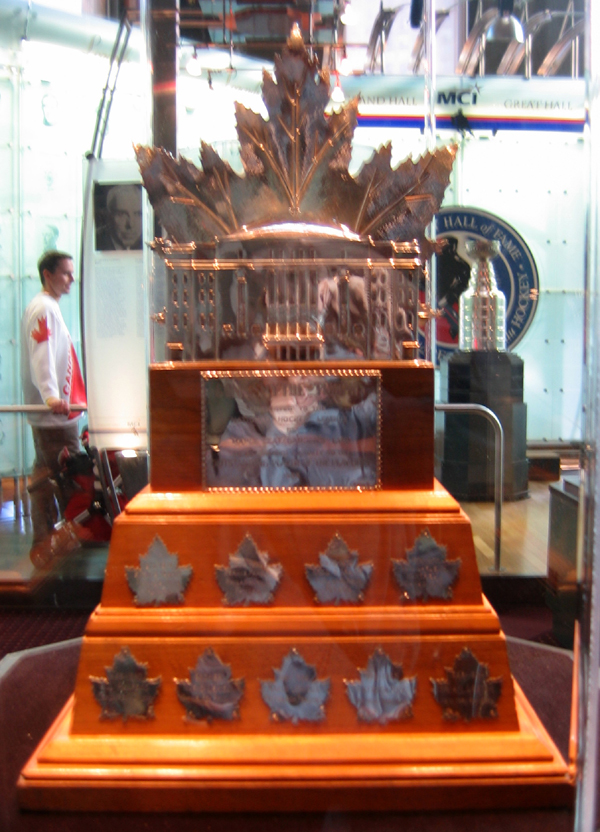
Die Conn Smythe Trophy für den wertvollsten Spieler der Playoffs

Als beste Scorer der Playoffs erwiesen sich die Spieler der ersten Sturmreihe des unterlegenen Stanley-Cup-Finalisten Ottawa Senators. Jason Spezza, Daniel Alfredsson und Dany Heatley erzielten in jeweils 20 Spielen allesamt 22 Punkte. Dabei erwies sich der Schwede Alfredsson mit 14 Toren am treffsichersten. Die beste Punktausbeute pro Spiel verbuchte Scott Gomez von den New Jersey Devils, der in elf Spielen 14 Punkte erzielte.
Unter den Verteidigern erreichte Nicklas Lidström von den Detroit Red Wings mit 18 Punkten aus 18 Spielen den insgesamt vierten Platz der Wertung, während Chris Pronger und Teppo Numminen die Plus/Minus-Statistik mit +10 anführten. Bei den Rookies war Anaheims Dustin Penner mit acht Punkten aus 21 Spielen am erfolgreichsten.
Abkürzungen: GP = Spiele, G = Tore, A = Assists, Pts = Punkte, +/− = Plus/Minus, PIM = Strafminuten; Fett: Bestwert
| Spieler           | Team    | GP | G  | A  | Pts | +/− | PIM |
| ----------------- | ------- | -- | -- | -- | --- | --- | --- |
| Daniel Alfredsson | Ottawa  | 20 | 14 | 8  | 22  | +4  | 10  |
| Jason Spezza      | Ottawa  | 20 | 7  | 15 | 22  | +5  | 10  |
| Dany Heatley      | Ottawa  | 20 | 7  | 15 | 22  | +4  | 14  |
| Nicklas Lidström  | Detroit | 18 | 4  | 14 | 18  | ±0  | 6   |
| Ryan Getzlaf      | Anaheim | 21 | 7  | 10 | 17  | +1  | 32  |
| Pawel Dazjuk      | Detroit | 18 | 8  | 8  | 16  | +2  | 8   |
| Corey Perry       | Anaheim | 21 | 6  | 9  | 15  | +5  | 37  |
| Teemu Selänne     | Anaheim | 21 | 5  | 10 | 15  | +1  | 10  |
| Daniel Brière     | Buffalo | 16 | 3  | 12 | 15  | +3  | 16  |
| Chris Pronger     | Anaheim | 19 | 3  | 12 | 15  | +10 | 26  |

## Beste Torhüter
Die besten Statistikwerte während der Playoffs lieferte mit Marty Turco ein Torhüter, der mit seinem Team, den Dallas Stars, bereits in der ersten Playoff-Runde gescheitert war. Der Grund dafür war die äußerst defensive Spielweise beider Teams in der Serie zwischen Dallas und Vancouver, wovon auch sein Gegenüber Roberto Luongo profitierte. So führte Turco alle Torhüter in den Kategorien Fangquote, Gegentorschnitt und Shutouts an.
Die konstant besten Leistungen erbrachten Anaheims Jean-Sébastien Giguère und Ottawas Ray Emery, die ihre Teams bis ins Finale führten. Giguére, der zu Beginn der Playoffs aus privaten Gründe noch fehlte und durch Ilja Brysgalow vertreten worden war, gewann insgesamt 13 Spiele. Emery konnte, ebenso wie Turco, drei Shutouts verbuchen und auch bei 13 Partien das Eis als Sieger verlassen. Zudem bestritt er die meisten Spielminuten.
Abkürzungen: GP = Spiele, Min = Eiszeit (in Minuten), W = Siege, L = Niederlagen, OTL = Overtime/Shootout-Niederlagen, GA = Gegentore, SO = Shutouts, Sv% = gehaltene Schüsse (in %), GAA = Gegentorschnitt; Fett: Bestwert; Sortiert nach Gegentorschnitt.
Erfasst werden nur Torhüter mit 180 absolvierten Spielminuten.
| Spieler                | Team       | GP | Min     | W  | L | GA | SO | Sv%  | GAA  |
| ---------------------- | ---------- | -- | ------- | -- | - | -- | -- | ---- | ---- |
| Marty Turco            | Dallas     | 7  | 509:13  | 3  | 4 | 11 | 3  | 95,2 | 1,30 |
| Roberto Luongo         | Vancouver  | 12 | 847:26  | 5  | 7 | 25 | 0  | 94,1 | 1,77 |
| Dominik Hašek          | Detroit    | 18 | 1139:49 | 10 | 8 | 34 | 2  | 92,3 | 1,79 |
| Jean-Sébastien Giguère | Anaheim    | 18 | 1067:04 | 13 | 4 | 35 | 1  | 92,2 | 1,97 |
| Henrik Lundqvist       | NY Rangers | 10 | 637:25  | 6  | 4 | 22 | 1  | 92,4 | 2,07 |
| Ray Emery              | Ottawa     | 20 | 1248:37 | 13 | 7 | 47 | 3  | 90,7 | 2,26 |